# ぜんぶ、ボクのせい
『ぜんぶ、ボクのせい』（ぜんぶ、ぼくのせい）は、2022年8月11日に公開の日本映画。監督は松本優作、主演は白鳥晴都。
自堕落な母に絶望した一人の少年と、孤独を抱えたホームレスの男、家庭や学校にも居場所がない少女の交流を描く。

## あらすじ
優太は川崎市の児童養護施設で暮らす中学1年生。迎えに来るはずの母がなかなか迎えに来ないことに苛立ちがつのる。事務所に忍び込んで母の住所をつきとめる。千葉県いすみ市。施設を抜け出し登戸駅から電車に乗る。大原駅で降り、家をみつける。母はスリップ姿で寝ていたが、優太をみとめるとやさしく抱きしめ、インスタントラーメンをふるまった。おいしい。
母の男が帰ってきた。母は親戚の子だとごまかしたが、男は母の子であることを見抜いた。優太は男に反発し、ケンカになる。翌日の夜玄関ブザーが鳴る。母が電話して施設職員が迎えに来たのだ。やだ、戻りたくない！母はごめんね、ごめんねと言いながら優太を職員に押し付けて背を向けた。
優太は港へ走って逃げ、倉庫で寝た。ぼんやり海を見ていると軽トラックの幌の中から男（坂本）が女と争いながら出てきた。金もないのに風俗嬢を呼んだらしい。あした必ず払うから！と土下座している。男は優太から2万円を借りて風俗嬢に払ったあと盗んだ自転車をリサイクル工場で売って優太に返した。坂本は優太に当たり屋、ゴミを拾い集めて売ること、物乞いなどをさせながら面倒を見た。ふたりには絵を描くのが好き、施設育ちという共通点があった。一人ぼっちで帰る場所がない優太は坂本を父のように慕った。
詩織という地元の女子高生も坂本を慕っていた。裕福な家庭で何不自由なく生活しているのに心が不自由だという。自由に生きる坂本が羨ましいという。幼くして母をなくしたが、病気ではなく父が原因で自殺したのではないかと疑っている。どうしても父が望むような優等生になれず、不良とつきあったり援助交際のアルバイトをしているという。いつかトラックを修理し、坂本の母がいるという名古屋へ行くことが3人の目標になった。
とつぜんトラックが火に包まれ坂本が死んだ。詩織に相手にされず、坂本をうっとうしく思う不良グループが火をつけたらしい。優太と詩織は悲しみにくれ焚き火の前で体を寄せ合って眠る。2人で名古屋へ行こう。詩織が駅のホームで待っている時、優太は駅前で警察官に保護されてしまう。取調室で、君が火をつけたんだな？きみがやったんだろ？ときかれ、優太は全部、ぼくがやりました、世の中で起きている悪いこと、ぜんぶ、ボクのせい、と答える。

## 登場人物
松下優太
演 - 白鳥晴都
13歳の中学生。児童養護施設でも学校でもいじめられており、母に会おうと施設を抜け出すが、彼女の自堕落した姿を見て絶望する。
杉村詩織
演 - 川島鈴遥
優太が出会う少女。裕福な家庭で育つが、誰にも言えない苦しみを紛らわせるかのように援助交際をしていた。
松下梨花
演 - 松本まりか
優太の母親。山崎と共に暮らしているが、彼に依存してしまっている。
山﨑重之
演 - 若葉竜也
梨花と暮らしている男。
片岡
演 - 仲野太賀
リサイクル工場で働く男。
中川千里
演 - 片岡礼子
児童養護施設の職員。
宮本由美香
演 - 木竜麻生
児童養護施設の職員。
白石凌
演 - 駿河太郎
地元の警察署に勤務する刑事。
坂本健二
演 - オダギリジョー
軽トラ暮らしのホームレスで、ふとしたことで優太と関わる事に。

## スタッフ
- 監督・脚本：松本優作
- エンディング・テーマ：大滝詠一「夢で逢えたら」（NIAGARA RECORDS）[1]
- 製作・プロデューサー：甲斐真樹
- 製作：藤本款、定井勇二、前信介、鈴木仁、水戸部晃
- アソシエイトプロデューサー：永井拓郎
- ラインプロデューサー：中島裕作
- 撮影：今井孝博（J.S.C.）
- 照明：金子康博
- 録音：髙田伸也
- 美術：仲前智治
- 衣装：篠塚奈美、馬場恭子
- ヘアメイク：山井優
- 音楽プロデューサー：田井モトヨシ
- 編集：田巻源太
- 助監督：野本史生
- 制作担当：中村哲也
- スチール：久保田智
- 助成：文化庁文化芸術振興費補助金（映画創造活動支援事業）｜独立行政法人日本芸術文化振興会
- 配給：ビターズ・エンド
- 宣伝：ミラクルヴォイス
- 制作プロダクション：スタイルジャム
- 製作：『ぜんぶ、ボクのせい』製作委員会（スタイルジャム、クロックワークス、ビターズ・エンド、グラスゴー15、ミッドシップ、コンテンツ・ポテンシャル）